# Edward Siegler
Edward Siegler (Chicago, Estados Unidos, 14 de agosto de 1881-ibídem, 28 de enero de 1942) fue un gimnasta artístico estadounidense, medallista de bronce olímpico en San Luis 1904 en el concurso por equipos.

## Carrera deportiva
En los JJ. OO. celebrados en San Luis (Misuri) en 1904 gana la medalla de bronce en equipos, perteneciendo él al equipo de Chicago, quedando en el podio tras los de Filadelfia (oro) y Nueva York (plata), y siendo sus compañeros: Charles Krause, George Mayer, Robert Maysack, Philip Schuster y John Duha.